# Mixtla de Altamirano (municipalité)
La municipalité de Mixtla de Altamirano est l'une des 212 municipalités de l'État de Veracruz, et est située dans la partie centrale de cet État. Elle se situe à l'ouest du golfe du Mexique, sur les contreforts de la chaîne de montagnes de la Sierra Madre orientale, et fait partie du bassin versant de la rivière Río Blanco, un des principaux affluents du fleuve Río Papaloapan. Elle est proche de la limite administrative avec l'État de Puebla, situé au sud. Son chef-lieu est la ville éponyme de Mixtla de Altamirano. Elle dépend de la région administrative de Las Montañas, qui est une des 10 subdivisions administratives de l'État de Veracruz.

## Géographie
La municipalité de Mixtla de Altamirano fait partie du bassin versant du fleuve Río Papaloapan, que de petits affluents de la rivière Río Blanco traversent. Cette dernière s'écoule plus au nord, tandis qu'un tributaire du Río Papaloapan, la rivière Río Tonto, s'écoule plus à l'est, dans la municipalité voisine. Assise sur les contreforts du massif montagneux de la Sierra Madre orientale, son altitude oscille entre 400 et 2400 mètres. Son chef-lieu, la localité éponyme de Mixtla de Altamirano, se situe dans la partie occidentale de son territoire. Ce territoire couvre une superficie de 66,3 km2, et était peuplé en 2020 de 12 125 habitants, pour une densité de 182,9 habitants par km2.
La municipalité est limitrophe au nord et à l'est de celle de Zongolica, à l'ouest de celle de Texhuacán, et au sud de celle de Tehuipango.

## Composition et démographie
La municipalité était composée en 2020 de 44 localités, dont aucune n'était considérée comme urbaine, toutes étant rurales. Chef-lieu, Mixtla de Altamirano, trop peu peuplé, ne figure pas dans le tableau ci-dessous.
| Localité                  | Population |
| ------------------------- | ---------- |
| Barrio Segundo            | 1490       |
| Ocotempa (Barrio Primero) | 872        |
| Barrio Tercero            | 756        |
| Axoxohuilco               | 658        |
| Barrio Cuarto             | 595        |
| Reste des localités       | 7754       |
| Total population          | 12 125     |

En plus de l'espagnol, plusieurs langues amérindiennes sont parlées dans la municipalité, dont les principales sont par ordre d'importance : le nahuatl, les autres langues sont très marginales.

## Histoire
En 1932, la municipalité de San Andrés Mixtla change de nom pour devenir Mixtla de Altamirano, en l'honneur de l'écrivain mexicain Ignacio Manuel Altamirano.

## Économie

### Agriculture et élevage
La superficie des parcelles semées représentait en 2019 une surface totale de 1235 hectares, parmi lesquels 855 hectares étaient voués à la culture du maïs, 319 hectares étaient à la culture du caféier, et 61 hectares étaient voués à celle du haricot.
En 2020, la production de viande par tonnes comprenait 5,4 tonnes de viande bovine, 54,8 tonnes de viande porcine, 11,1 tonnes de viande ovine, 3,9 tonnes de viande caprine, 4,5 tonnes de volailles, et 3,3 tonnes de dinde. La superficie vouée à l'élevage représentait alors 122 hectares.